# Waldburg-Zeil

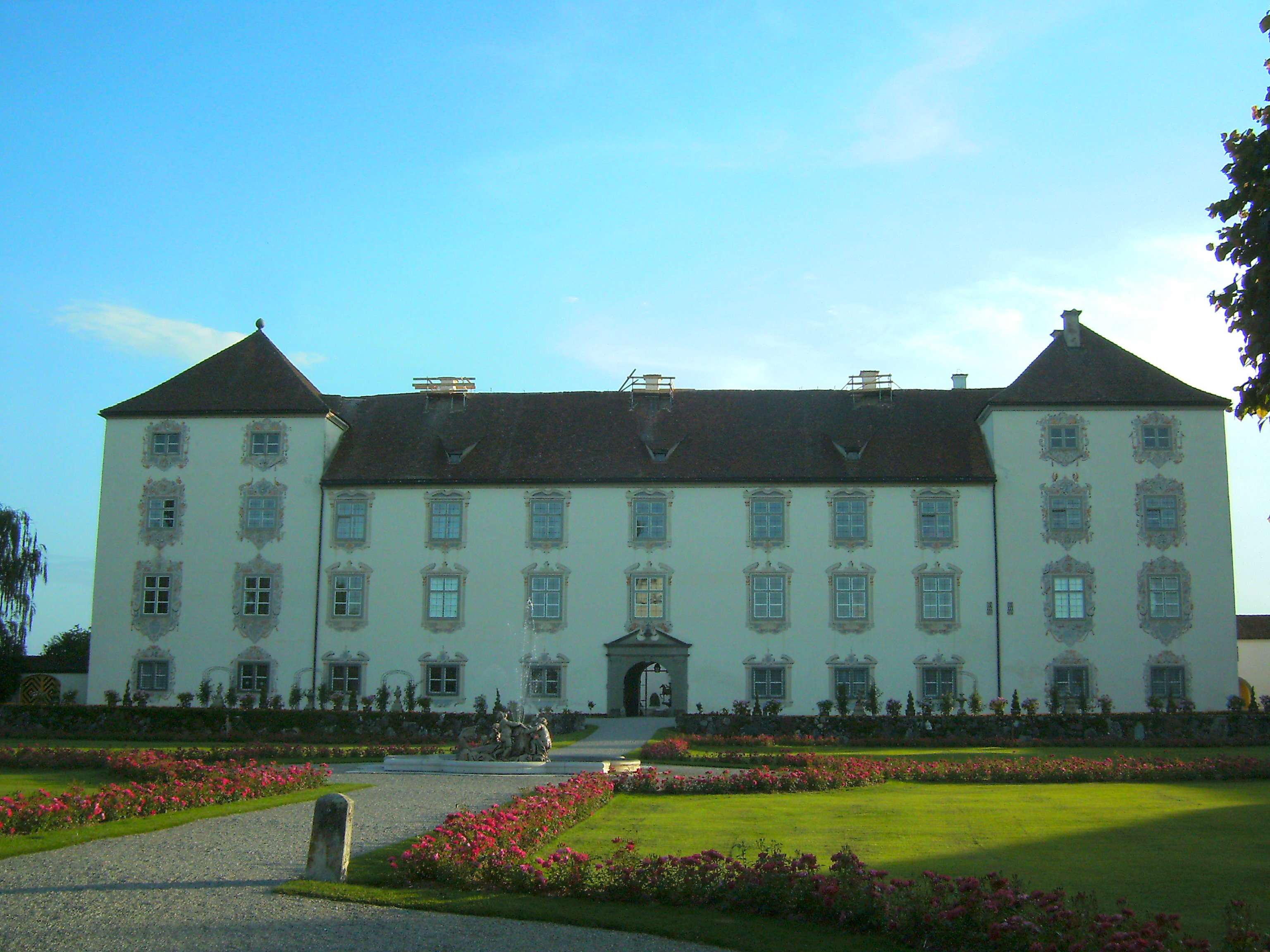
Castillo de Zeil, en las cercanías de Leutkirch.

Waldburg-Zeil fue un Condado gobernado por la Casa de Waldburg, localizado en el sudeste de Baden-Württemberg, Alemania, localizado en torno al Castillo de Zeil, en las cercanías de Leutkirch im Allgäu.

## Historia
Waldburg-Zeil era una partición de Waldburg-Wolfegg-Zeil. Originalmente gobernado por un Senescal (administrador), Waldburg-Zeil fue elevado a Condado en 1628, y a Principado en 1803 antes de ser mediatizado a Wurtemberg en 1806.
En 1674, Waldburg-Zeil fue dividido entre él mismo y Waldburg-Wurzach. El Conde Francisco Antonio heredó Waldburg-Trauchburg en 1772 (los distritos de Friedburg y Scheer fueron posteriormente vendidos a Thurn y Taxis en 1785), y el Senescal Froben y el Senescal Enrique de Waldburg-Wolfegg se dividieron Waldburg-Waldburg después de la muerte del Senescal Gebhard.

## Gobernantes de Waldburg-Zeil

### Senescales de Waldburg-Zeil (1589-1628)
- Froben (1589-1614)
- Juan Jaime I (1614-28)

### Condes de Waldburg-Zeil (1628-1803)
- Juan Jaime I (1628-74)
- Paris Jaime (1674-84)
- Juan Cristóbal (1684-1717)
- Juan Jaime II (1717-50)
- Francisco Antonio (1750-90)
- Maximiliano Wunibald (1790-1803)

### Príncipe de Waldburg-Zeil(-Trauchburg) (1803-1806)
- Maximiliano Wunibald (1803-06)

El actual príncipe es Erico, Príncipe de Waldburg-Zeil y Trauchburg (n. 1962), quien contrajo matrimonio con Matilde, duquesa de Wurtemberg, hija del Duque Carlos de Wurtemberg y la Princesa Diana de Orleans. Como Erico tiene cinco hijas, su heredero presunto es su primo hermano, el Conde Clemente de Waldburg-Zeil (n. 1960), casado con la Princesa Georgina de Liechtenstein, quienes tienen dos hijos varones.
- Maximiliano Wunibald, 1º Príncipe 1803-1818 (1750-1818)
  - Francisco Tedeo, 2º Príncipe 1818-1845 (1778-1845)
    - Constantino Maximiliano, 3º Príncipe 1845-1862 (1807-1862)
      - Guillermo, 4º Príncipe 1862-1906 (1835-1906)
        - Jorge, 5º Príncipe 1906-1918 (1867-1918)
          - Erico Augusto, 6º Príncipe 1918-1953 (1899-1953)
            - Jorge, 7º Príncipe 1953-2015 (1928-2015) - desposó a la princesa María Gabriela de Baviera, hija del Duque Alberto de Baviera. 
              - Erico, 8º Príncipe 2015 - presente (n. 1962)

            - Conde Aloisio (1933-2014)
              - Conde Clemente (n. 1960)
                - Conde Maximiliano (n. 1992)
                - Conde Constantino (n. 1994)

### Línea de Lustenau-Hohenems

Palacio de Hohenems, Austria.

En 1779 una rama lateral de los Condes de Waldburg-Zeil heredó el condado soberano de Lustenau por matrimonio. El condado fue mediatizado a Baviera en 1806 y pasó a formar parte de Austria en 1830. El actual Conde es Francisco José de Waldburg-Zeil-Hohenems.
- Francisco Antonio, conde de Waldburg-Zeil-Trauchburg (1714-1790).
  - Clemente Maximiliano, conde soberano de Waldburg-Zeil-Hohenems (1753-1817), sin descendencia adoptó y nombró a su sobrino, hijo de su hermano Maximiliano, como su heredero.
  - Maximiliano Wunibald, último conde soberano 1º príncipe mediatizado de Waldburg-Zeil-Trauchburg  1803-1818 (1750-1818).
    - Maximiliano Clemente, 1° conde de Waldburg-Zeil-Hohenems (1799-1868), 1817-1868, soberanía cedida en 1830.
      - Clemente Maximiliano, 2° conde 1868-1904 (1842-1904).
        - Maximiliano, 3° conde 1904-1930 (1870-1930), sin descendencia masculina le sucedió su hermano.
        - Jorge, 4° conde 1930-1955 (1878-1955).
          - Francisco José, 5° conde (n. 1927) 1955- presente.
            - Clemente, conde heredero de Waldburg-Zeil-Hohenems (n. 1962). Sin descendencia masculina sigue la línea de su hermano.
            - Conde Esteban (n. 1963).
              - Conde Francisco José (n. 1992).
              - Conde Maximiliano (n. 1996).